# Phallobrycon adenacanthus
Phallobrycon adenacanthus är en fiskart som beskrevs av Menezes, Ferreira och Netto-ferreira 2009. Phallobrycon adenacanthus ingår i släktet Phallobrycon och familjen Characidae. Inga underarter finns listade i Catalogue of Life.